# Тешич, Милосав
Милосав Тешич (серб. Милосав Тешић, 15 ноября 1947, Лештанско, община Байина Башта) — сербский поэт, эссеист, языковед.

## Биография
Закончил филологический факультете Белградского университета. Сотрудник Института сербского языка. Живет в Белграде.

## Книги
- Купиново. БИГЗ, Београд, 1986.
- Кључ од куће. Матица српска, Нови Сад, 1991.
- Благо Божије. Време књиге, Београд, 1993.
- Прелест севера. Просвета, Београд, 1995.
- Прелест севера, круг рачански, Дунавом. Просвета, Београд, 1996.
- Избранные стихотворения/ Изабране песме. Нолит, Београд, 1998.
- Седмица. Српска књижевна задруга, Београд, 1999.
- Бубњалица у пчелињаку. Градска библиотека Чачак, 2001.
- На станишту брезових дедова, лирическая проза. Повеља, Краљево, 2002.
- Лучшие стихотворения Милосава Тешича/ Најлепше песме Милосава Тешића. Просвета, Београд, 2002
- Есеји и сличне радње, эссе. Завод за уџбенике, Београд, 2004
- У тесном склопу. Просвета, Београд, 2005
- Млечный путь/ Млинско коло. Завод за уџбенике, Београд, 2011

## Признание
Лауреат многих литературных премий, среди которых — премия газеты Борба за лучшую книгу года (1991, 1995), премия Змая (1991), премия Меши Селимовича (1999), премия Десанки Максимович (2004), премия Бранко Чопича и др. Член Сербской академии наук и искусств (2006).